# Ключ 93
Ключ 93 (трад. и упр. 牛,牜,⺧) — ключ Канси со значением «корова»; один из 34, состоящих из четырёх штрихов.
В словаре Канси есть 233 символов (из 49 030), которые можно найти c этим радикалом.

## История
Древняя идеограмма изображала коровью голову с рогами.
Современный иероглиф означает: «крупный рогатый скот», «бык», «буйвол», «вол», «говяжий». Кроме этих значений может употребляться в значениях: «упрямый», «строптивый».
В качестве ключа иероглиф располагается, как правило, в левой части сложного иероглифа в виде 牜.

Техника написания
Техника написания
Вид в Цзиньвэнь
Вид в Цзягувэнь
Вид в Цзянбо
Вид в большой печати Чжуаньшу
Вид в малой печати Чжуаньшу

В словарях находится под номером 93.

## Примеры иероглифов
| Доп. штрихи | Иероглифы                          |
| ----------- | ---------------------------------- |
| 0           | 牛牜⺧                             |
| 2           | 㸨牝牞牟                           |
| 3           | 㸪㸩牠牡牢牣牤𤘘                   |
| 4           | 㸫㸬㸭㸮㸯牪牫牬𤘪牥牦牧牨物𤘩     |
| 5           | 㸰㸱㸲㸳㸴牭牮牯牰牱牲牳牴牵       |
| 6           | 㸵㸶㸷㸸牺牶牷牸特𤙖               |
| 7           | 㸺㸻㸼㸽㸾㸿㸹㹀牻牼牽牾牿𤙭𤙮犁𤙥 |
| 8           | 㹁㹂㹃犋犀犂犃犄犅犆犇犈犉𤙴𤚆𤚇   |
| 9           | 㹅㹆㹇㹈𤚥𤚦𤚧犌犍犎犏犐犑𤚗       |
| 10          | 犕㹊㹋㹄㹉𤛇犒犓犔犕犖犗           |
| 11          | 㹌㹍㹎㹏㹐𤛔𤛞𤛠犚犛犘犙           |
| 12          | 㹑㹒㹓犜犝犞犟                     |
| 13          | 㹔㹕㹖犠                           |
| 14          | 㹗㹘                               |
| 15          | 㹙犡犢犣犤犥犦                     |
| 16          | 犧犨𤜆                             |
| 17          | 㹚                                 |
| 18          | 㹛犩                               |
| 20          | 犪                                 |
| 23          | 犫                                 |

- Примечание: Ваш браузер может отображать иероглифы неправильно.